# Francesca Sangalli
Francesca Sangalli (Milano, 25 dicembre 1980) è una scrittrice, sceneggiatrice e drammaturga italiana.

## Biografia

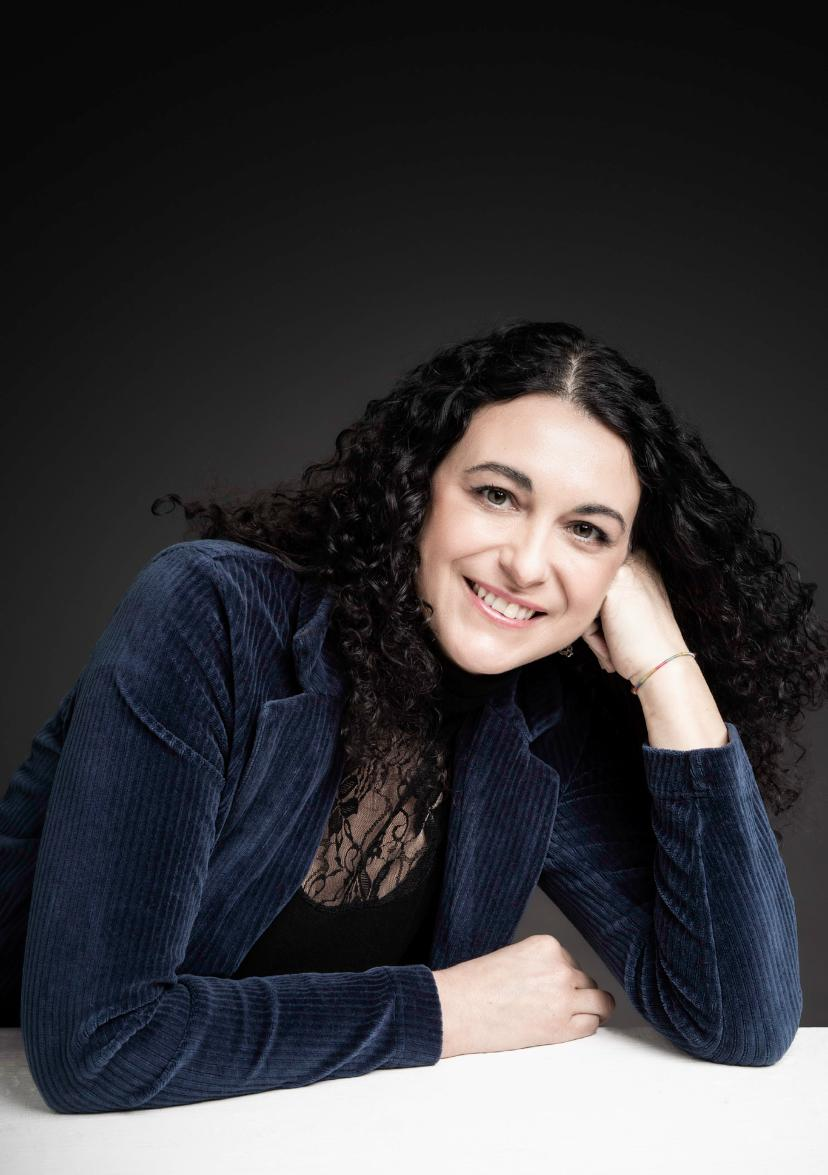
Francesca Sangalli

Diplomata presso l’Accademia d’Arte Drammatica Nico Pepe di Udine, ha incominciato subito a scrivere per lo spettacolo e in seguito è passata alla narrativa. È pubblicata da Giunti Editore, DeA Planeta (gruppo De Agostini), Fausto Lupetti Editore, Emma Books, L'Omino Rosso. I suoi testi teatrali sono rappresentati in tutta Italia, diretti e interpretati, fra gli altri, da Alex Cendron, Alessandra Faiella, Rita Pelusio, Renato Sarti, Lucia Vasini, Marta Marangoni. Scrive l’adattamento teatrale del romanzo Le otto montagne di Paolo Cognetti, premio strega 2017 per Minima Theatralia. A fianco dell’attività drammaturgica, per anni ha lavorato per cinema e televisione, in particolare come editor e sceneggiatrice per l'Italian International Film di Fulvio Lucisano (IIF) e collaborando per ITV Movie con gli autori della trasmissione Crozza nel paese delle Meraviglie. Scrive le sceneggiature di corti e serie d'animazione per Maga Animation Studio tra cui Le avventure di Cibì, Glammy school of fashion vlog, La vera storia di Birgale di Rosa e del Mago Nocciolo, vincendo nel 2013 il Cartoon Club Festival e accedendo alla selezione ufficiale del Giffoni film festival nel 2014 e nel 2018.
Fra i tanti riconoscimenti la Borsa di Scrittura del Premio Solinas, il Premio Europeo Enrico Maria Salerno, la Menzione Speciale al premio Dante Cappelletti, il premio Giovani Realtà del Teatro (giuria dei giornalisti), Ecad teatro e disabilità.d
Vince due bandi della Fondazione Cariplo con l’associazione Giovio15 Archiviato il 31 luglio 2019 in Internet Archive., creatività giovanile e Funder35.
Vive e lavora a Milano, dove insegna scrittura creativa e storytelling presso Cfp Bauer e si occupa di drammaturgia in progetti di teatro sociale con Minima Theatralia, con spettacoli su tematiche civili e sociali come Mitigare il Buio, storia di tre adolescenti e della tossicodipendenza, presentato all'interno del carcere di Rebibbia.
La sua scrittura poliedrica e visionaria è caratterizzata da uno stile ironico preponderante, spazia da tematiche di interesse civile e storico a tematiche femministe legate a maternità, violenza, amicizia, formazione, disabilità, sessualità o dipendenza, da una narrativa tagliente e dai tratti onirici fino alla comicità.

## Opere
- Francesca Sangalli, A Londra non serve l'ombrello - Volevo solo cambiare vita!, Milano, Giunti Editore, 2025, ISBN 9788809928534
- Francesca Sangalli e Fabrizio Bozzetti, L’imprevedibile movimento dei sogni, Milano, DeA Planeta - De Agostini, 2019, ISBN 978-8851171483
- Francesca Sangalli, Il Mulo. Ovvero la storia del Biagio e del Chicco, Milano, Fausto Lupetti Editore, 2017, ISBN 978-8868741495
- Francesca Sangalli, Sfasciare il bambino non vuol dire farlo a pezzi, Milano, Emma Books, 2012, ISBN 9788897669289
- Francesca Sangalli, Lama e trama. Storie noir in punta di coltello, in Autoradioascoltatore, Milano, L'omino Rosso, 2009,  ISBN 8896426006

## Teatro

### Autrice teatrale
- Fear no more[2], regia Simona Gonella con Leda Kreider, Matthieu Pastore, Maria Laura Palmieri, produzione Lac Lugano, MTM Teatro Litta, Qui e Ora residenza teatrale, 2025
- The Mary Shelley Picture Show[6], regia Marta Marangoni musiche Fabio Wolf. Produzione Minima Theatralia, debutto Teatro Elfo Puccini di Milano, 2025
- Le otto montagne, adattamento tratto dal romanzo di Paolo Cognetti, regia Marta Marangoni con Alex Cendron, Giuliano Comin, Loredana Tarnovschi, Andrea Lietti, Alice Bossi, Produzione Minima Theatralia, 2018
- Il Mulo, con Alberto Fasoli e Giovan Battista Dieni, ideazione e regia Monica Patrizia Allievi. Produzione 4 gatti, 2018
- Aspettando Walter Chiari, con Andrea Maria Carabelli, Regia Marta Maria Marangoni, produzione Teatro De Gli Incamminati, 2017
- Epopea dell'irrealtà di Niguarda, Regia Marta Maria Marangoni produzione Minima Theatralia, 2017
- AP-Punti G, scritto e interpretato da Lucia Vasini, Alessandra Faiella, Rita Pelusio, Livia Grossi. Produzione C.M.C. Nidodiragno e Festival delle lettere, 2017
- Professor Hacker, Regia Silvio Peroni con Angelo Pisani. Produzione C.M.C. e Festival delle lettere, 2016
- Frog, scritto con Rita Pelusio, regia Rita Pelusio, con Anna Marcato produzione PEM Habitat Teatrali, 2016
- Il cielo in una pancia, con Alessandra Faiella, Regia Andrea Lisco. Produzione C.M.C. E Festival delle lettere, 2015
- Guida estrema di puericultura, scritto con A. Demattè, Regia Renato Sarti con Alex Cendron, produzione Teatro della Cooperativa, 2015
- Solo per oggi, Regia Riccardo Mallus, con Francesca Gemma, Alice Redini, coproduzione teatro Out Off e Giovio 15 e con il contributo di Fondazione Cariplo, 2014
- PRiMIDIA, Regia Alex Cendron. Con Eleonora Giovanardi, Alice Redini, Alex Cendron. Produzione Giovio 15 con il contributo di Fondazione Cariplo, 2013
- RiMIDIA, Regia Alex Cendron con Eliseo Cannone, Serena Di Gregorio, Laura Pozone, Produzione Giovio 15 con il contributo di Fondazione Cariplo, 2012
- Mitigare il buio, Regia Francesca Sangalli con Paola Campaner, Serena Di Gregorio, Stefania Ugonari di Blas.Produzione e Giovio 15 con il contributo di Fondazione Cariplo, 2011
- Cristina di Belgioioso, Regia di Francesco Migliaccio, con Aphrodite de Lorraine e Angela Dematté. Produzione Lombardia Production, 2011
- MIDIA, regia Alex Cendron, Eliseo Cannone, Serena Di Gregorio, Francesca Sangalli. Con Alex Cendron, Serena Di Gregorio, Eliseo Cannone, Produzione Giovio 15, 2010
- Lo sbagliato, Regia Davide D'Antonio. Produzione TeatroInverso, 2010
- A. come Arianna, Regia Andrea Lanza. Produzione Teatro Giacometti, 2010
- Macchia Nera, Regia Massimiliano Speziani con Francesca Sangalli e Filippo Gessi. Produzione Noura, 2009

## Premi e concorsi
- Sostegno Mibac per la scrittura di opere cinematografiche di lungometraggio - Soggetto per film Estate senza fine - con Fabrizio Bozzetti, Massimo De Angelis, Beppe Tufarulo - 2019[11]
- Premio Anima Mundi alla drammaturgia nazionale italiana - La mia ricostruzione - 2019[12]
- In concorso al Giffoni Film Festival - sceneggiatura de Le avventure di Cibì - 2017[3]
- Best Screenplay Figari Film fest - Soggetto per film Estate senza fine - con Fabrizio Bozzetti - 2017
- Selezione International Panorama Cartoon on the Bay - sceneggiatura de Le avventure di Cibì - 2018[3]
- Terzo premio Giuseppe Bertolucci per il teatro civile, assegnato da Lucilla Albano, Concita De Gregorio, Graziano Graziani, Nicola Lagioa - Il Mulo - 2015
- Finalista premio Dante Cappelletti (Teatro) - Guida estrema di puericultura ovvero sfasciare il bambino non vuol dire farlo a pezzi - 2014
- Primo Premio Europeo ECAD per il Teatro e Disabilità, II edizione (Teatro) - La luce buia con Carlo Tolazzi - 2014[7]
- Primo Premio Cartoon Club - Festival Internazionale del Cinema d'Animazione e del Fumetto (Cinema) - Sceneggiatura de La vera storia di Bigale, di Rosa e del Mago Nocciolo - 2014[13]
- In concorso al Giffoni Film Festival (Cinema) - La vera storia di Bigale, di Rosa e del Mago Nocciolo - 2010[13]
- Premio Miglior Spettacolo della Rassegna Autogestito teatro Quirino (Teatro) - Midia - l’uomo medio attraverso i media - 2010
- Borsa di Studio del Premio Solinas – Storie per il cinema - Mitigare il buio - 2010
- Premio Nazionale Giovani Realtà - Giuria dei giornalisti - Midia - l’uomo medio attraverso i media - 2010
- Premio Art per il teatro indipendente - Midia - l’uomo medio attraverso i media - 2010
- Premio Europeo per la Drammaturgia Enrico Maria Salerno (Teatro) -  Mitigare il buio - 2010[5][10]
- Finalista del Premio Europeo per la Drammaturgia Enrico Maria Salerno (Teatro) - Jazz pub - chat Line - 2009
- Premio Nazionale Giovani Realtà - Giuria dei giornalisti - Macchia nera - 2009
- Menzione Speciale Premio Nazionale Dante Cappelletti (Teatro) - Mitigare il buio - 2009
- Premio Lama e trama come miglior radiodramma giallo (Radio) - Autoradioascoltatore - 2009
- Terzo premio Aldo Musco – il Convivio (Teatro) - Jazz pub - chat Line - 2008